# صوفا (قرية)
قرية صوفا الفلسطينية أو تبة الـ 86 ويعود سبب تسميتها أنها كانت في السابق موقع عسكري مصري وكذلك ترتفع عن سطح البحر 86 متراً وهي أعلى موقع بقطاع غزة وتقع في القرارة بفلسطين ، وشهدت هذه التلة معركة حاسمة عام 1948 حيث تم دحر القوات الإسرائيلية التي احتلتها وقطعت طريق صلاح الدين.